# Grijze borstelmot
De grijze borstelmot (Phaulernis dentella) is een vlinder uit de familie borstelmotten (Epermeniidae). De wetenschappelijke naam is voor het eerst geldig gepubliceerd in 1839 door Zeller.
De soort komt voor in Europa.